# Starček
Starček (Senecio) je rod rostlin z čeledi hvězdnicovité. Je to velmi mnohotvárný a rozsáhlý rod, zahrnující byliny, keře, stromy i liány. Je rozšířen po celém světě. V České republice roste asi 18 druhů. V minulosti byly některé druhy odděleny do samostatného rodu pastarček (Tephroseris).

## Rozšíření
Rod starček je rozšířen mimo Antarktidy téměř po celé zeměkouli. Největší počty rostoucích druhů jsou horách Střední a Jižní Ameriky, hojně se vyskytuje také v jižní Asii, na východě a jihu Afriky a v Austrálii. Rostou v rozmanitých rostlinných společenstvech, jsou to suchomilné i mokřadní rostliny.

## Popis
Jednotlivé druhy mívají velice rozmanitý vzhled; mohou to být jednoleté, dvouleté i vytrvalé byliny, keře, nízké stromy či popínavé rostliny vyrůstající z kořenů kůlovitých, vláknitých, dužnatých nebo z plazivých oddenků. Rostliny bývají lysé, částečně či zcela porostlé žláznatými i nežláznatými chlupy, některé mají silně dužnaté listy. Bazální listy někdy vyrůstají v růžici, pak mívají řapíky. Lodyžní listy rostoucí střídavě jsou přisedlé (i objímavé) nebo řapíkaté. Čepele všech listů jsou variabilní, od celistvých až po dělené do úzkých segmentů.
Květní úbory barvy žluté, oranžové nebo růžové jsou většinou sestaveny do chocholičnatých nebo latnatých květenství, jen zřídka vyrůstají jednotlivě. Na květním lůžku bez plevek v terči vyrůstají cizosprašné, oboupohlavné, nálevkovité nebo válcovité kvítky s trubkovitou pěticípou korunou. Samičích jazykovitých kvítků bývá pár až 17 a mají plochou ligulu která je na koncích podvinutá; liguly někdy úplně chybí. Prašníky jsou podlouhlé až čárkovité. Čnělka má obvykle jeden terminální trichom, ramena blizen jsou velmi krátká. Listeny zákrovu mají tmavou špičku, stejně jako v druhé řadě vyrůstající drobné listeny zákrovečku.
Plody jsou válcovité, lysé nebo krátce chlupaté nažky s 5 až 10 žebry a s bílým chmýrem složeným z mnoha štětinek, rozšiřují se převážně větrem.

## Škodlivost
Mnoho druhů z rodu starček obsahuje pyrrolizidinové alkaloidy, nejvíce jich je v květech, v lodyhách a listech již méně a v kořenech nejsou vůbec. Toxicita se projevuje u zvířat při časté konzumaci a vede k nevratnému poškození jater, u jednotlivých druhů zvířat je reakce rozdílná v závislosti na druzích mikroflóry v žaludku. Pyrrolizidinové alkaloidy (PAS) se vylučují do mléka a protože jsou považovány za karcinogenní, jsou potenciálním problémem i pro lidi.

## Taxonomie
Rod Senecio je rozdělen asi do 1000 druhů z nichž mnohé pravděpodobně vznikly hybridizaci. V přírodě České republiky se vyskytuje těchto 18 druhů:
- starček bažinný (Senecio paludosus)
- starček bludný (Senecio erraticus)
- starček vejčitý (Senecio ovatus), syn. starček Fuchsův
- starček hercynský (Senecio hercynicus)
- starček jarní (Senecio vernalis)
- starček lepkavý (Senecio viscosus)
- starček lesní (Senecio sylvaticus)
- starček německý (Senecio germanicus)
- starček obecný (Senecio vulgaris)
- starček podalpský (Senecio subalpinus)
- starček poříční (Senecio sarracenicus)
- starček přímětník (Senecio jacobaea)
- starček roketolistý (Senecio erucifolius)
- starček skalní (Senecio rupestris)
- starček stinný (Senecio umbrosus)
- starček úzkolistý (Senecio inaequidens)
- starček vodní (Senecio aquaticus)
- starček zlatý (Senecio doria)

a pět hybridů
- Senecio ×decipiens (S. hercynicus × S. ovatus)
- Senecio ×futakii (S. germanicus × S. ovatus)
- Senecio ×heimerlii (S. rupestris × S. sylvaticus)
- Senecio ×helwingii (S. vernalis × S. vulgaris)
- Senecio ×viscidulus (S. sylvaticus × S. viscosus)[5]